# Binsch
Binsch (arabisch: بِنِّش, romanisiert: Binniš, aber auch Binsh und Binnish transliteriert) ist eine Stadt im Nordwesten Syriens, die administrativ zum Gouvernement Idlib gehört und nördlich von Idlib liegt. Zu den nahe gelegenen Orten gehören Kafriya und Maarrat Misrin im Nordwesten, al-Fu'ah im Norden, Ta'um und Taftanaz im Nordosten, Afs im Südosten und Sarmin im Süden. Nach Angaben des syrischen Zentralamts für Statistik (CBS) hatte Binsch bei der Volkszählung 2011 eine Bevölkerung von 52.000 Einwohnern, welche überwiegend dem sunnitischen Islam zuzurechnen sind.
Die Stadt liegt auf einem Hügel. Der Stadtname Binsch wird in den Tafeln von Ebla 2400 v. Chr. erwähnt. Die Stadt ist neben ihren vielfältigen Nutzpflanzen aller Art auch für ihre Oliven-, Wein- und Feigenbäume bekannt. In der Mitte befindet sich eine große alte Moschee aus der Mamelukenzeit (1250–1517) vor der Osmanenherrschaft.